# 이용 (1749년)
이용(李溶, 1749년 - 1818년)은 조선 후기의 무신이자 종친으로 도정궁(都正宮) 사손(嗣孫) 동돈녕(同敦寧) 증 좌찬성 이형종(李亨宗)의 4남이다.

## 생애
조선 후기의 무신으로 본관은 전주, 휘는 용(溶)이다. 덕흥대원군의 9대손이며, 종실 응천군 이돈(凝川君 李潡)의 6대손이다. 아버지는 도정궁(都正宮) 사손(嗣孫) 동지돈녕부사(同知敦寧府事) 증 좌찬성 이형종(李亨宗)이고, 후실 소생이다.
부인은 참판(參判) 기계인(杞溪人) 유언민(兪彦民)의 딸로 선인 기계유씨(宣人 杞溪兪氏)이다.
증 좌찬성 형종의 4남으로 1749년(영조 25) 5월 9일 탄생하였다. 무과에 급제하여 1792년(정조 16) 4월 17일 동몽교관(童蒙敎官)에 제수되고, 1795년(정조 19) 6월 18일 초관(哨官)을 거쳐 이해 8월 10일 훈련주부(訓鍊主簿)를 역임하였다.
1796년(정조 20) 판관(判官), 훈련첨정(訓鍊僉正)을 역임하고, 1797년(정조 21) 1월 25일 배봉별장(拜峯別將)이 되었다.
1799년(정조 22) 10월 29일 훈련주부(訓鍊主簿)을 역임하고, 이해 12월 18일 거산찰방(居山察訪)이 되고, 현감(縣監)을 지내고, 1818년(순조 18) 12월 21일 향년 70세로 별세하였다.

## 가족관계
- 아버지 : 이형종(李亨宗, 1706년 - 1759년), 도정궁(都正宮) 사손(嗣孫).
- 어머니(계모) : 증 정경부인 은진송씨(貞敬夫人 恩津宋氏, 1703년 - 1736년), 은진인(恩津人) 송서석(宋叙錫)의 딸.
  - 이복형 : 이풍(이례)(李灃, 1727년 - 1795년), 도정궁(都正宮) 사손(嗣孫).
  - 이복형 : 달선군 이영(達善君 李泳, 1731년 - 1748년), 숙종의 왕자 연령군(延齡君)의 계자인 낙천군(洛川君) 이온(李縕)에게 출계하였다가 파양.
  - 이복녀 : 전주인(全州人) 유지(柳志)에게 출가.
- 어머니(계모) : 증 정경부인 여흥민씨(貞敬夫人 驪興閔氏, 1716년 - 1784년), 여흥인(驪興人) 민심(閔鐔)의 딸.
  - 이복형 : 이굉(李浤, 1746년 - 1803년)
- 어머니(생모) :
  - 동복녀 : 은진인(恩津人) 송필극(宋必克)에게 출가.
  - 동복녀 : 중군(中軍) 청주인(淸州人) 한탁모(韓鐸謩)에게 출가.
- 부인 : 선인 기계유씨(宣人 杞溪兪氏, 1749년 - 1824년), 참판(參判) 기계인(杞溪人) 유언민(兪彦民)의 딸.
  - 장남 : 이증식(李曾植, 1768년 - 1821년)
  - 2남 : 이응식(李應植, 1770년 - 1860년), 종숙(從淑) 이협(李浹, 1759년 - ?년)에게 출계.
  - 3남 : 이능식(李能植, 1773년 - 1827년)
  - 4남 : 이영식(李寧植, 1782년 - 1842년)